# Codice Q
Il codice Q è una raccolta standardizzata di messaggi codificati di tre lettere che iniziano tutti con la lettera Q, sviluppata inizialmente per le comunicazioni commerciali via telegrafo e successivamente adottata anche per altre comunicazioni via radio dalla marina, l'aeronautica ed in particolare dai radioamatori che utilizzano i codici nei loro collegamenti. Sintetizzano una domanda, quando seguiti da un punto interrogativo, o indicano l'inizio della relativa risposta. Alcuni codici hanno senso anche da soli, altri devono essere seguiti da altre informazioni, secondo il significato di ogni codice, quali nominativi di chiamata, nomi di luoghi, cifre, ecc.
Sebbene fossero stati inventati quando le comunicazioni avvenivano unicamente in codice Morse, i codici Q continuarono a essere utilizzati anche dopo l'avvento delle trasmissioni in voce. Per evitare confusione, spesso è vietato assegnare alle stazioni di trasmissione nominativi che iniziano per Q o che contengono una sequenza di tre lettere che inizia per Q.

## Codici
I codici da QAA a QNZ sono riservati per uso aeronautico e sono definiti dalla International Civil Aviation Organization (ICAO). I codici da QOA a QQZ sono riservati per uso marittimo, mentre le combinazioni da QRA a QUZ sono utilizzate per tutti i tipi di comunicazioni; entrambi sono definiti dall'Unione Internazionale delle Telecomunicazioni (ITU).
Di seguito si riportano le più importanti voci del codice, tra quelle usate anche dai radioamatori:
| QRA | D: | Qual è il nome della tua stazione?                                   |
| QRA | R: | Il mio nominativo è...                                               |
| QRB | D: | A che distanza approssimativa ti trovi dalla mia stazione?           |
| QRB | R: | La distanza tra la mia stazione e la tua è di circa... km.           |
| QRG | D: | Qual è la mia frequenza esatta (o la frequenza di...)?               |
| QRG | R: | La tua frequenza esatta (o quella di...) è... kHz (o MHz).           |
| QRH | D: | La mia frequenza varia?                                              |
| QRH | R: | La tua frequenza varia.                                              |
| QRI | D: | Qual è la tonalità della mia emissione?                              |
| QRI | R: | La tua tonalità è... .                                               |
| QRK | D: | Qual è la comprensibilità dei miei segnali (o dei segnali di...)?    |
| QRK | R: | La comprensibilità dei tuoi segnali (o quelli di...) è...            |
| QRL | D: | Sei occupato?                                                        |
| QRL | R: | Sono occupato, questa frequenza è occupata.                          |
| QRM | D: | Sei disturbato da emittenti limitrofe (interferenze)?                |
| QRM | R: | Sono disturbato da interferenze.                                     |
| QRN | D: | Sei disturbato da disturbi atmosferici?                              |
| QRN | R: | Sono disturbato da disturbi atmosferici.                             |
| QRO | D: | Devo aumentare la potenza di emissione?                              |
| QRO | R: | Aumenta(o) la potenza di trasmissione.                               |
| QRP | D: | Devo diminuire la potenza di emissione?                              |
| QRP | R: | Diminuisci(o) la potenza di trasmissione.                            |
| QRQ | D: | Devo trasmettere più in fretta?                                      |
| QRQ | R: | Aumenta la velocità di trasmissione.                                 |
| QRS | D: | Devo trasmettere più adagio?                                         |
| QRS | R: | Trasmetti più adagio.                                                |
| QRT | D: | Devo sospendere la trasmissione?                                     |
| QRT | R: | Chiudi(o) le trasmissioni.                                           |
| QRU | D: | Hai qualcosa per me?                                                 |
| QRU | R: | Non ho niente da comunicare.                                         |
| QRV | D: | Sei pronto?                                                          |
| QRV | R: | Sono pronto.                                                         |
| QRW | D: | Devo avvisare... che lo chiamerai su... kHz (o MHz)?                 |
| QRW | R: | Avvisa... che lo chiamerò su... kHz (o MHz).                         |
| QRX | D: | Sospendi le trasmissioni?                                            |
| QRX | R: | Sospendo per un momento le trasmissioni                              |
| QRZ | D: | Chi mi chiama?                                                       |
| QRZ | R: | Sei chiamato da... (su... kHz (o MHz)).                              |
| QSA | D: | Qual è la forza dei miei segnali (o dei segnali di...)?              |
| QSA | R: | La forza dei tuoi segnali (o di quelli di...) è... .                 |
| QSB | D: | La forza dei miei segnali varia?                                     |
| QSB | R: | La forza dei tuoi segnali varia.                                     |
| QSD | D: | La mia manipolazione è difettosa?                                    |
| QSD | R: | La tua manipolazione è difettosa.                                    |
| QSK | D: | Mi senti? In caso affermativo posso interromperti?                   |
| QSK | R: | Ti sento, parla pure.                                                |
| QSL | D: | Puoi mandarmi la ricevuta?                                           |
| QSL | R: | Confermo, ricevuto.                                                  |
| QSM | D: | Devo ripetere l'ultimo messaggio (o un messaggio precedente)?        |
| QSM | R: | Ripeti(o) l'ultimo messaggio (o il messaggio...).                    |
| QSN | D: | Mi hai sentito (o hai sentito...) su... kHz (o MHz)?                 |
| QSN | R: | Ti ho sentito (o ho sentito...) (alle ore...).                       |
| QSO | D: | Puoi comunicare con...?                                              |
| QSO | R: | Posso comunicare con... (tramite...) o collegamento.                 |
| QSP | D: | Puoi ritrasmettere a...?                                             |
| QSP | R: | Avverti... della mia presenza, passa a... questo QTC.                |
| QSS | D: | Quale frequenza di lavoro userai?                                    |
| QSS | R: | Userò la frequenza... kHz (o MHz).                                   |
| QSU | D: | Devo trasmettere o rispondere sulla frequenza attuale (o su... kHz)? |
| QSU | R: | Trasmetterò sulla solita frequenza (o su... kHz (o MHz)).            |
| QSV | D: | Devo trasmettere una serie di V su questa frequenza (o su... kHz)?   |
| QSV | R: | Trasmetti una serie di V (su... kHz (o MHz)).                        |
| QSX | D: | Vuoi stare in ascolto di... su... kHz (o MHz)?                       |
| QSX | R: | Resto in ascolto di... su... kHz (o MHz).                            |
| QSY | D: | Devo passare a trasmettere su un'altra frequenza?                    |
| QSY | R: | Cambio frequenza (e vai su... kHz (o MHz)).                          |
| QTC | D: | Quanti messaggi hai da trasmettere?                                  |
| QTC | R: | Messaggio, ho un messaggio da trasmettere (o... messaggi).           |
| QTH | D: | Qual è la tua posizione (latitudine e longitudine o...)?             |
| QTH | R: | La mia posizione è...                                                |
| QTR | D: | Qual è l'ora esatta?                                                 |
| QTR | R: | L'ora esatta è...                                                    |